# USS Cabrilla (SS-288)
USS Cabrilla (SS/AGSS-288) là một  tàu ngầm lớp Balao từng phục vụ cùng Hải quân Hoa Kỳ trong Chiến tranh Thế giới thứ hai. Nó là chiếc tàu chiến duy nhất của Hải quân Hoa Kỳ được đặt cái tên này, theo tên một loài trong họ Cá mú Nó đã phục vụ trong suốt Thế Chiến II, thực hiện tổng cộng tám chuyến tuần tra, đánh chìm bảy tàu Nhật Bản với tổng tải trọng 38.767 tấn. Được cho ngừng hoạt động sau khi xung đột chấm dứt vào năm 1946, nó được huy động trở lại để tiếp tục phục vụ trong cuộc Chiến tranh Lạnh từ năm 1962 đến năm 1968, và được xếp lại lớp như một tàu ngầm phụ trợ AGSS-288 vào năm 1962. Con tàu từng được giữ lại như một tàu bảo tàng tại Galveston, Texas, nhưng cuối cùng bị bán để tháo dỡ vào năm 1972. Cabrilla được tặng thưởng sáu Ngôi sao Chiến trận do thành tích phục vụ trong Thế Chiến II.

## Thiết kế và chế tạo
Thiết kế của lớp Balao được cải tiến dựa trên  tàu ngầm lớp Gato dẫn trước, là một kiểu tàu ngầm hạm đội có tốc độ trên mặt nước cao, tầm hoạt động xa và vũ khí mạnh để tháp tùng hạm đội chiến trận. Khác biệt chính so với lớp Gato là ở cấu trúc lườn chịu áp lực bên trong dày hơn, và sử dụng thép có độ đàn hồi cao (HTS: High-Tensile Steel), cho phép lặn sâu hơn đến 400 ft (120 m). Con tàu dài 311 ft 9 in (95,02 m) và có trọng lượng choán nước 1.526 tấn Anh (1.550 t) khi nổi và 2.424 tấn Anh (2.463 t) khi lặn. Chúng trang bị động cơ diesel dẫn động máy phát điện để cung cấp điện năng cho bốn động cơ điện, đạt được công suất 5.400 shp (4.000 kW) khi nổi và 2.740 shp (2.040 kW) khi lặn, cho phép đạt tốc độ tối đa 20,25 hải lý trên giờ (37,50 km/h) và 8,75 hải lý trên giờ (16,21 km/h) tương ứng. Tầm xa hoạt động là 11.000 hải lý (20.000 km) khi đi trên mặt nước ở tốc độ 10 hải lý trên giờ (19 km/h) và có thể hoạt động kéo dài đến 75 ngày.
Tương tự như lớp Gato dẫn trước, lớp Balao được trang bị mười ống phóng ngư lôi 21 in (530 mm), gồm sáu ống trước mũi và bốn ống phía phía đuôi tàu, chúng mang theo tối đa 24 quả ngư lôi. Vũ khí trên boong tàu gồm một hải pháo 4 inch/50 caliber, một khẩu pháo phòng không Bofors 40 mm nòng đơn và một khẩu đội Oerlikon 20 mm nòng đôi, kèm theo hai súng máy .50 caliber. Trên tháp chỉ huy, ngoài hai kính tiềm vọng, nó còn trang bị ăn-ten radar SD phòng không và SJ dò tìm mặt biển. Tiện nghi cho thủy thủ đoàn bao gồm điều hòa không khí, thực phẩm trữ lạnh, máy lọc nước, máy giặt và giường ngủ cho hầu hết mọi người, giúp họ chịu đựng cái nóng nhiệt đới tại Thái Bình Dương cùng những chuyến tuần tra kéo dài đến hai tháng rưỡi.
Cabrilla được đặt lườn tại Xưởng hải quân Portsmouth ở Kittery, Maine vào ngày 18 tháng 8, 1942. Nó được hạ thủy vào ngày 24 tháng 12, 1942, được đỡ đầu bởi bà L. B. Combs, và được cho nhập biên chế cùng Hải quân Hoa Kỳ vào ngày 24 tháng 5, 1943 dưới quyền chỉ huy của Hạm trưởng, Thiếu tá Hải quân Douglas Thompson Hammond.

## Lịch sử hoạt động
Sau khi hoàn tất việc chạy thử máy huấn luyện tại các vùng biển ngoài khơi New London, Connecticut và Newport, Rhode Island, Cabrilla chuẩn bị để được điều động sang khu vực Mặt trận Thái Bình Dương. Nó khởi hành từ Căn cứ Tàu ngầm Hải quân New London băng qua kênh đào Panama và đi đến Trân Châu Cảng vào ngày 30 tháng 8, 1943.
Lên đường vào ngày 12 tháng 9 cho chuyến tuần tra đầu tiên, Cabrilla làm nhiệm vụ đón bốn lính du kích người Philippines khỏi đảo Negros, và hoàn tất chuyến tuần tra khi quay trở về Fremantle, Australia, căn cứ cho năm chuyến tuần tra tiếp theo. Trong chuyến tuần tra thứ hai, nó rải thủy lôi trong vịnh Thái Lan và đánh chìm chiếc tàu buôn đầu tiên Tamon Maru số 8 (2.705 tấn) vào ngày 4 tháng 1, 1944. Chiếc tàu ngầm trinh sát eo biển Sunda trong chuyến tuần tra thứ ba, rồi trong các chuyến tuần tra thứ tư và thứ năm ngoài khơi Makassar và tại các vùng biển Celebes và Sulu đã lần lượt đánh chìm Sanyo Maru (8.360 tấn) vào ngày 26 tháng 5 và Maya Maru (3.145 tấn) vào ngày 17 tháng 7.
Chuyến tuần tra thành công nhất của Cabrilla là chuyến thứ sáu tại các khu vực biển Đông và ngoài khơi Luzon, Philippines từ ngày 13 tháng 9 đến ngày 25 tháng 10, khi nó đã lần lượt đánh chìm các tàu chở dầu Zuiyo Maru (7.385 tấn) và Kyokuho Maru (10.059 tấn) cùng các tàu chở hàng Yamamizu Maru số 2 (5.154 tấn) và Shinyo Maru số 8 (1.959 tấn). Nó thực hiện chuyến tuần tra thứ bảy tại vùng biển quần đảo Kuril phía Bắc Nhật Bản đầy bảo tố, và chuyến cuối cùng phục vụ tìm kiếm và giải cứu hỗ trợ các chiến dịch ném bom xuống chính quốc Nhật Bản.
Sau khi Nhật Bản chấp nhận đầu hàng vào ngày 15 tháng 8, 1945 giúp chấm dứt vĩnh viễn cuộc xung đột, Cabrilla rời Fremantle vào ngày 31 tháng 8 để quay trở về Hoa Kỳ. Sau khi được đại tu tại Xưởng hải quân Philadelphia, nó đi đến vùng kênh đào Panama để thực hành huấn luyện từ ngày 19 tháng 2 đến ngày 17 tháng 3, 1946, rồi quay trở về Philadelphia để đại tu nhằm chuẩn bị ngừng hoạt động. Nó được cho xuất biên chế tại New London, Connecticut vào ngày 7 tháng 8, 1946, và được đưa về Hạm đội Dự bị Đại Tây Dương.
Cabrilla được cho tái biên chế, và xếp lại lớp như một tàu ngầm phụ trợ với ký hiệu lườn mới AGSS-288 vào năm 1962. Nó được cho xuất biên chế lần sau cùng, đồng thời rút tên khỏi danh sách Đăng bạ Hải quân vào ngày 30 tháng 6, 1968. Con tàu thoạt tiên được dự định để bảo tồn như một tàu bảo tàng tại Galveston Texas. Nhưng những trì hoãn trong công tác chuẩn bị, cùng với hiện trạng cơ sở vật chất của Cabrilla bị xuống cấp trầm trọng, đã khiến cho tàu ngầm Cavalla lớp   Gato được chọn thay thế. Cabrilla được hoàn trả cho Hải quân vào tháng 1, 1971 và bị tháo dỡ vào tháng 4, 1972.

## Phần thưởng
Cabrilla được tặng thưởng sáu Ngôi sao Chiến trận do thành tích phục vụ trong Thế Chiến II. Nó được ghi công đã đánh chìm bảy tàu Nhật Bản với tổng tải trọng 38.767 tấn.
|  |                           |  |
|  | Silver star · Bronze star |  |

| Dãi băng Hoạt động Tác chiến  |                                                                         |                                      |
| Huân chương Chiến dịch Hoa Kỳ | Huân chương Chiến dịch Châu Á-Thái Bình Dương với 6 Ngôi sao Chiến trận | Huân chương Chiến thắng Thế Chiến II |